# 4-Fluoroamphetamine
4-Fluoroamphetamine (4-FA, 4-FMP; PAL-303; "Flux"), hay còn gọi là para-fluoroamphetamine (PFA) là một thần kinh hóa học nghiên cứu của phenethylamine và lớp hóa học amphetamine thay thế. Nó tạo ra chất kích thích và entactogenic hiệu ứng, và được mô tả một cách chủ quan như là giữa amphetamine và MDMA. Là một loại thuốc giải trí, đôi khi 4-FA được bán cùng với các hợp chất liên quan như 2-fluoroamphetamine và 4-fluoromethamphetamine.

## Sử dụng

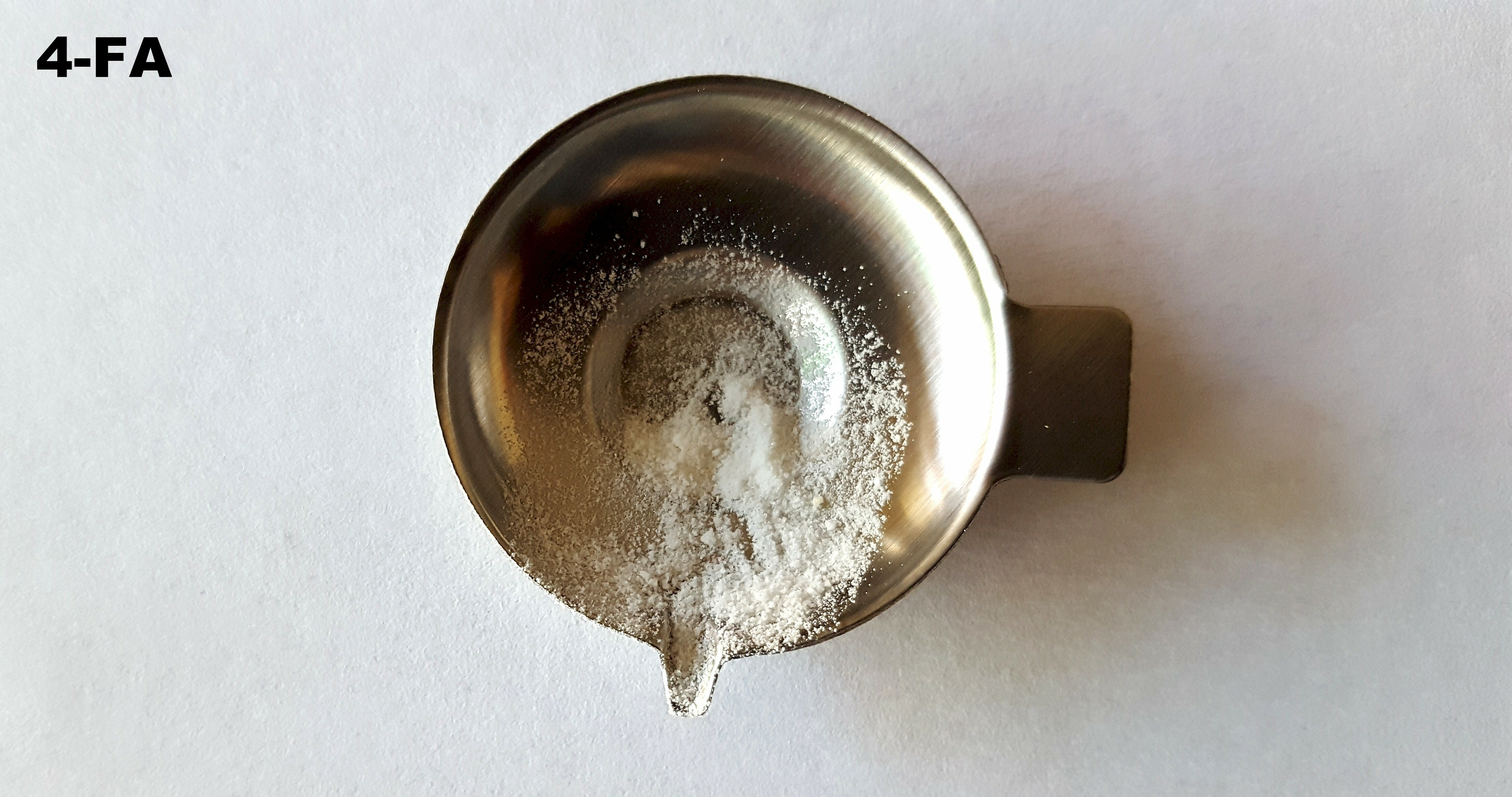
4-Fluoroamphetamine

4-FA phổ biến ở Hà Lan, nơi nó được sử dụng chủ yếu cho các hiệu ứng cụ thể của nó (77% người dùng) thay vì tình trạng pháp lý của nó (18%). 4-FA đã trở thành bất hợp pháp kể từ tháng 5 năm 2017.

### Hiệu ứng
Những tác động chủ quan của 4 fluoroamphetamine bao gồm hưng phấn mà một số tìm tương tự như tác dụng của MDMA và amphetamine, tăng năng lượng (kích thích), độ cao tâm trạng, cảm xúc ấm áp và sự đồng cảm, nói chuyện quá nhiều, nghiến răng, và ức chế sự thèm ăn (biếng ăn). Quá trình chung của các hiệu ứng bao gồm chủ yếu là các hiệu ứng đồng cảm trong vài giờ đầu, sẽ mất dần khi kích thích tăng lên trong vài giờ tới.
Sự ức chế tái hấp thu dopamine được tạo ra bởi 4-FA mạnh hơn so với 4-CA hoặc 4-IA. 4-FA cũng tạo ra ít tăng thân nhiệt hơn các hợp chất tương tự như PMA, 3-MTA và 4-methylamphetamine.
Tác dụng phụ cấp tính thường gặp là buồn nôn, đau đầu, tăng nhịp tim và mất ngủ.

## Dược lý
4-Fluoroamphetamine là một chất giải phóng và ức chế tái hấp thu dopamine, serotonin và norepinephrine.  Các giá trị EC <sub id="mwVA">50</sub> tương ứng là 2,0 x 10 −7 M, 7,3 x 10−7 M và 0,37 x 10−7 M, trong khi các giá trị IC <sub id="mwWQ">50</sub> là 7,7 x 10 −7 M, 68 x 10 −7 M và 4.2 x 10 −7 M.
Liên quan đến số phận trao đổi chất của 4-FA, liên kết CF ở vị trí 4 trên vòng phenyl có khả năng chống lại sự vô hiệu hóa ở gan bởi cytochrom P450 oxyase.

### Chất độc
LD 50 (chuột; ip) của 4-FA là 46 mg/kg.
4-FA chỉ liên quan đến một trường hợp tử vong trên toàn thế giới, nơi nó được kết hợp với amphetamine, methadone và benzodiazepines.

## Tình trạng pháp lý
Kể từ tháng 10 năm 2015, 4-FA là một chất được kiểm soát tại Trung Quốc. 4-FA bị cấm ở Cộng hòa Séc. Kể từ ngày 25 tháng 5 năm 2017, 4-FA là một chất được kiểm soát ở Hà Lan. 4-FA cũng được kiểm soát tại Úc, Bỉ, Anh, Đức, Israel, Slovakia, Bulgaria, Chile, Brazil, Canada, Croatia, Thụy Điển, New Zealand và Pháp. 